# Amblyomma parvum
Amblyomma parvum é uma espécie de carrapato, restrito à região neotropical. É parasita de vários animais domésticos, como cães, cavalos, bodes, porcos, gado e até mesmo o homem. Parasita animais silvestres, como o macaco-prego, veados do gênero Mazama e o tatu Tolypeutes matacus. O roedor Galea musteloides, da família Caviidae, é o principal hospedeiro para as larvas e ninfas dessa espécie.